# Maruoru
Maruoru este o arie protejată (arie specială de conservare — SAC, sit de importanță comunitară — SCI) din Estonia întinsă pe o suprafață de 32,2 ha, integral pe uscat.

## Localizare
Centrul sitului Maruoru este situat la coordonatele 57°59′21″N 26°40′51″E / 57.9893°N 26.6807°E.

## Înființare
Situl Maruoru a fost declarat sit de importanță comunitară în mai 2009 pentru a proteja un număr necunoscut de specii din flora spontană și fauna sălbatică aflate în arealul zonei. Situl a fost protejat și ca arie specială de conservare în aprilie 2009.

## Biodiversitate
Situată în ecoregiunea boreală, aria protejată conține 2 habitate naturale: Liziere de ierburi înalte hidrofile de câmpie și de nivel montan până la alpin, Taiga vestică.
La baza desemnării sitului se află un număr nedeclarat de specii protejate.